# Кричевский, Илья Львович
 Илья Львович Кричевский (1883—1939) — советский микробиолог, иммунолог, доктор медицинских наук, заслуженный деятель науки РСФСР.

## Биография
Окончил физико-математический факультет Харьковского университета (1908) и медицинский факультет Московского университета (1911), работал в качестве ассистента в Московском бактериологическом институте им. Г. Н. Габричевского.
С 1918 г. в Красной Армии. В 1920 г. работал на кафедре бактериологии Высшей медицинской школы.
В 1923—1934 гг. директор института микробиологии Народного комиссариата просвещения РСФСР. В 1924 г. заведовал кафедрой микробиологии 2-го ММИ. Одновременно — ответственный редактор Журнала микробиологии, эпидемиологии и иммунологии и руководил лабораторией, а также зав. отделом в химико- фармацевтическом институте им. С. Орджоникидзе по испытанию химиотерапевтических препаратов.
Арестован 5 марта 1938. Приговорен ВКВС СССР 14 апреля 1939 по обвинению в участии в контр-революционной организации, шпионаже. Расстрелян и похоронен на «Коммунарке» 15 апреля 1939. Реабилитирован 29 октября 1955.

## Исследования
Основные исследования посвящены темам разработки проблем иммунитета, аллергии, химиотерапии. Изучал роль ретикулоэндотелиальной системы в формировании иммунитета, также продемонстрировал, что выключение функции ретикулоэндотелиальной системы вызывает резкое угнетение иммунитета и подавление продукции антител, а стимуляция ведет к усилению образования антител. Также определил зависимость эффективности химиотерапии от функционального состояния ретикулоэндотелиальной системы.
Предложил клеточную теорию анафилактического шока, в которой показано, что процесс анафилаксии развертывается на поверхности клеточных мембран.
Создал вместе с химиками-органиками ряд химиотерапевтических препаратов, методы их биологического контроля.

## Сочинения
- О клеточкой природе анафилактического шока, Труды Микробиол, научно-исследовательского института Наркомпроса, т. 2, с. 323, М.— Л., 1926 (совместно с Фриде К. А.)
- Die gruppenspezifisclie Differenzierung der menschlichen Organe, Klin. Wschr., S. 2081, 1927
- Индивидуальность биохимической дифференцировки органов людей, Труды Микробиол, научно-исследовательского института Наркомпроса, т. 4, с. 215, 229, М., 1928 (совместно со Шварцманом Л. А.);
- Микробиология инфекционных болезней человека, М.— Л., 1930, 1934
- О неизвестной ещё функции ретикуло-эндотелиальной системы, Труды Микробиол, научно-исследовательского института Наркомпроса, т. 5, с. 55, М., 1930 (совместно с Фриде К. А.)
- Учебник медицинской микробиологии, М.— Л., 1936, 1937.